# Михал Гловински
Михал Гловински (на полски: Michał Głowiński) е полски литературен историк и теоретик.

## Биография
Михал Гловински е роден на 4 ноември 1934 г. в Прушков. Той е едно от децата, спасени от Варшавското гето от Ирена Сендлерова. Завършва полонистика във Варшавския университет, където получава магистърска степен през 1955 г. Дебютът му като критик е през 1954 г. с рецензия на „Манфред“ на Адолф Рудницки, публикувана в списание „Życie Literackie“. През 1955 – 1958 г. работи като научен сътрудник в Катедрата по теория на литературата на Варшавския университет под ръководството на проф. Казимир Будзик. В същото време се развива като оперативен критик, главно с рецензии на стихосбирки в списанията „Życie Literackie“ и „Twórczość“. От 1958 г. е научен сътрудник в Института по литературни изследвания на Полската академия на науките. През 1967 г. се хабилитира с дисертация на тема „Цикъл от изследвания върху историята и теорията на полския роман“. През 1986 г. е избран за редовен професор. От 1990 г. е председател на Научния съвет на Института. Той е член на Варшавското научно дружество и Асоциацията на полските писатели.
През 1973 – 1974 г. е лектор в Амстердамския университет.
През август 1980 г. подписва писмото на интелектуалците, подкрепящи стачкуващите работници от корабостроителницата в Гданск. През същата година става съосновател и след това председател на Дружеството за насърчаване и разпространение на науките. През 1980 – 1981 г. активно участва в неформални университетски кръжоци, изнася доклад върху новоговора. През ноември-декември 1980 г. подкрепя студентските протести.
Изковава понятието „соцпарнасизъм“, за да опише една поетика на авторите от епохата на Полската народна република, които привидно не пишат в духа на социалистическия реализъм, но остават подчинени на системата.
През 2010 г. е издаден автобиографичният му роман „Кръгове на чуждост“, в който разкрива хомосексуалната си ориентация.
Доктор хонорис кауза на Университета „Адам Мицкевич“ в Познан (2001) и на Ополския университет (2003).
Носител на Хердерова награда (2004).